# Kingsland (Shropshire)
Kingsland – wieś w Anglii, w hrabstwie Shropshire. Leży 1 km na południe od miasta Shrewsbury i 224 km na północny zachód od Londynu. Miejscowość liczy ok. 200 mieszkańców.